# Zweiter Barbareskenkrieg
Der Zweite Barbareskenkrieg 1815 war eine militärische Auseinandersetzung zwischen den Vereinigten Staaten von Amerika und den Barbareskenstaaten Algier, Tunis und Tripolis. Er endete mit einem Sieg der USA und einem Ende der US-amerikanischen Lösegeld- und Tributzahlungen an die Barbareskenstaaten.

## Hintergrund
Nach dem Sieg im ersten Barbareskenkrieg (1801–1805) richtete sich die Aufmerksamkeit der USA auf die sich verschlechternden Beziehungen zu Frankreich und Großbritannien, die im Krieg von 1812 kulminierten. Die Barbareskenstaaten nutzten diese Gelegenheit, um erneut US-amerikanische Handelsschiffe im Mittelmeer anzugreifen und deren Besatzung als Geiseln zu nehmen. Mangels momentaner militärischer Ressourcen sahen sich die USA vorerst gezwungen, Lösegeld zu zahlen.
Allmählich stellten die USA aber diese Zahlungen ein. Die Vertreibung US-amerikanischer Handelsschiffe durch britische Kriegsschiffe aus dem Mittelmeer während des Kriegs von 1812 ermutigte die Barbareskenstaaten zu weiteren Attacken. Omar ben Mohammed, der Dey von Algier, ließ den US-Konsul Tobias Lear ausweisen und erklärte den Vereinigten Staaten den Krieg, da sie nicht ihren Tributzahlungen nachgekommen waren. Da sich zu diesem Zeitpunkt keine US-amerikanischen Handelsschiffe im Mittelmeer befanden, blieb die Kriegserklärung zunächst unbeantwortet.

## Die Antwort der USA
Nachdem der Krieg von 1812 beendet worden war, konnten die Vereinigten Staaten ihre Aufmerksamkeit erneut Nordafrika zuwenden. Am 3. März 1815 bewilligte der Kongress die Ausrüstung einer Militärexpedition von zehn Schiffen unter den Kommandanten Stephen Decatur Jr. und William Bainbridge, Veteranen aus dem ersten Barbareskenkrieg. Am 20. Mai 1815 lief Decaturs Geschwader Richtung Mittelmeer aus. Bainbridge konnte erst am 1. Juli auslaufen und verpasste damit die Kampfhandlungen.
Kurz nachdem Decatur Gibraltar passiert hatte, traf sein Geschwader auf das algerische Flaggschiff Meshuda und zwang es nach kurzem Kampf, die Flagge zu streichen. Dabei kam auch dessen Kapitän Hamidu Reis ums Leben. Kurz danach fiel ihnen auch die algerische Brigg Estedio in die Hände. In der letzten Juniwoche erreichte er schließlich Algier und verhandelte mit dem Dey. Durch das Bestehen auf Kompensationszahlungen – vermischt mit Zerstörungsdrohungen – zwang Decatur den Dey, einem Vertrag zur Beendigung des Konflikts zuzustimmen. Am 3. Juli 1815 wurde in der Bucht von Algier an Bord der Guerriere der Vertrag unterzeichnet. Decatur stimmte darin zu, die Estedio und die Meshuda zurückzugeben, während die Algerier alle US-amerikanischen Gefangenen (etwa zehn) zusammen mit einer größeren Zahl europäischer Geiseln gegen 500 algerische Geiseln und 10.000 $ Kompensationszahlungen austauschen mussten. Der Vertrag garantierte den USA außerdem die Freiheit von weiteren Tributzahlungen und freies Geleit für alle US-amerikanischen Schiffe.
Kurz nachdem Decatur Richtung Tunis ausgelaufen war, um dem Bey von Tunis und später dem Pascha von Tripolis einen ähnlichen Vertrag aufzuzwingen, erklärte der Dey von Algier den Vertrag für nichtig. Im Folgejahr lief jedoch eine Britisch-Holländische Flotte unter dem Befehl des britischen Admirals Edward Pellew, Lord Exmouth, in die Bucht von Algier ein, versenkte dort die gesamte algerische Flotte und bombardierte die Stadt neun Stunden lang. Dadurch war der Dey gezwungen, einen zweiten Vertrag zu unterschreiben, worin er Decaturs Konditionen bestätigte. Außerdem musste der Dey darin versichern, keine Christen mehr als Sklaven zu nehmen.

## Auswirkungen
Im Gegensatz zum ersten Barbareskenkrieg, während und nach dem sich die europäischen Mächte im Krieg untereinander befanden beziehungsweise auch die USA einen Krieg gegen Großbritannien führten, gab es nach dem zweiten Barbareskenkrieg keine europäischen Kriege. So konnten die europäischen Mächte ihre Streitkräfte aufbauen und ohne Ablenkung die Piraterie der Barbareskenstaaten bekämpfen. Die Barbareskenstaaten verloren nach dem zweiten Barbareskenkrieg zusehends an Macht. Algerien und Tunesien wurden 1830 bzw. 1881 französische Kolonien, während Tripolis 1835 wieder unter die Kontrolle des osmanischen Reiches fiel und 1911 italienische Kolonie wurde. Mit dem Aufkommen moderner, eiserner Kriegsschiffe Ende des 19. Jahrhunderts endete das Zeitalter der Piraterie im Mittelmeer endgültig.